# Mont John Laurie
Le mont John Laurie, en anglais : Mount John Laurie, est une montagne dans les Rocheuses canadiennes, en Alberta, au Canada.
Bien qu'il soit officiellement nommé mont John Laurie, il est également connu sous le nom de mont Laurie, mais est surtout connu aujourd'hui par le nom de mont Yamnuska, ou tout simplement Yamnuska, ce qui veut dire « mur de pierre ».
John Laurie a été l'un des fondateurs de l'Indian Association of Alberta.
Ce sommet comporte plus de 100 voies pour tous niveaux de difficulté qui en font une destination importante pour l'escalade.